# Кудринская (Тотемский район)
Кудринская — деревня в Тотемском районе Вологодской области. Административный центр Вожбальского сельского поселения.
С точки зрения административно-территориального деления — центр Вожбальского сельсовета.
Расстояние по автодороге до районного центра Тотьмы — 45 км. Ближайшие населённые пункты — Антушево, Гридинская, Лодыгино, Мишуково, Сергеево, Шулево.
По переписи 2002 года население — 281 человек (138 мужчин, 143 женщины). Преобладающая национальность — русские (99 %).